# Janet Georges
Pour les articles homonymes, voir Georges.
Janet Marie Georges, née Thelermont le 5 janvier 1979 à Praslin, est une haltérophile seychelloise.

## Carrière
Janet Thelermont est médaillée d'argent au total dans la catégorie des moins de 69 kg aux Jeux africains de 2003 à Abuja et aux Jeux afro-asiatiques à Hyderabad.
Elle obtient la médaille d'or à l'épaulé-jeté et la médaille d'argent à l'épaulé et au total en moins de 69 kg aux Championnats d'Afrique d'haltérophilie 2004 à Tunis. Elle est médaillée d'or en moins de 69 kg aux Championnats d'Afrique d'haltérophilie 2005 à Kampala et obtient la médaille de bronze dans la même catégorie aux Jeux du Commonwealth de 2006.
Elle remporte la médaille d'argent à l'arraché et la médaille de bronze au total dans la catégorie des moins de 69 kg aux Jeux africains de 2007 à Alger.
Elle est médaillée de bronze à l'arraché en moins de 69 kg aux Championnats d'Afrique d'haltérophilie 2008 à Strand et  au total en moins de 63 kg aux Championnats d'Afrique d'haltérophilie 2009 à Kampala.
Janet Marie Georges est médaillée d'or à l'arraché, à l'épaulé-jeté et au total en moins de 69 kg aux Championnats d'Afrique d'haltérophilie 2010 à Yaoundé, médaillée d'argent au total en moins de 69 kg aux Jeux du Commonwealth de 2010 à Delhi ainsi qu'aux Championnats du Commonwealth de 2011.
Elle est médaillée d'or à l'arraché, à l'épaulé-jeté et au total en moins de 69 kg aux Championnats d'Afrique d'haltérophilie 2011 au Cap. 
Elle remporte la médaille d'or à l'arraché et au total et la médaille d'argent à l'épaulé-jeté en moins de 69 kg aux Championnats d'Afrique d'haltérophilie 2012 à Nairobi.